# 普拉夫市鎮
普拉夫市鎮，是蒙特內哥羅的一个市镇，位於該國東北部，行政中心为普拉夫，面積486平方公里，2011年人口13,108，人口密度每平方公里27人。